# Tweede Honderdjarige Oorlog
De Tweede Honderdjarige Oorlog is een benaming die sommige historici geven aan de reeks van militaire conflicten tussen het koninkrijk Groot-Brittannië en Frankrijk tussen 1689 en 1815. Net zoals de Honderdjarige Oorlog beschrijft deze term niet één enkele militaire gebeurtenis, maar een blijvende staat van oorlog tussen de twee hoofdrolspelers. De benaming zorgt ervoor dat de relatie tussen alle oorlogen afzonderlijk, als strijd om de wereldmacht, zichtbaar wordt. De inhoud van de oorlog was vooral de toekomst van de koloniale rijken.
In de verschillende oorlogen tijdens de 18de eeuw waren meestal andere Europese landen vermengd in grote allianties; maar uitgezonderd van de Oorlog van de Quadruple Alliantie, waren Frankrijk en Brittannië altijd elkaars opponenten. Sommige van de conflicten, zoals de Zevenjarige Oorlog, werden beschouwd als wereldoorlogen omdat ze gevechten omvatten in Indië, beide Amerika’s en handelsroutes over heel de wereld.

## Conflicten in de loop van de Tweede Honderdjarige Oorlog
- Negenjarige Oorlog (1688-1697)

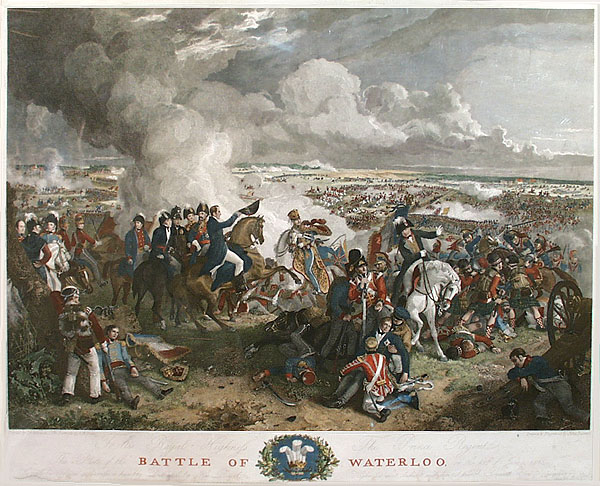
Slag bij Waterloo, onderdeel van de Honderd Dagen.

- Spaanse Successieoorlog (1701-1714)
- Oostenrijkse Successieoorlog (1742-1748)
- Franse en Indiaanse oorlogen (1688-1763)
  - Oorlog van koning Willem (1688-1697)
  - Oorlog van koningin Anna (1702-1713)
  - Oorlog van koning George (1744-1748)
  - Franse en Indiaanse oorlog (1754-1763)
- Zevenjarige Oorlog (1756-1763)
- Amerikaanse Onafhankelijkheidsoorlog (1775-1783)
- Franse revolutionaire oorlogen (1792-1802)
  - Eerste Coalitieoorlog (1792-1797)
  - Tweede Coalitieoorlog (1799-1802)
- Napoleontische oorlogen (1803-1815)
  - Spaanse Onafhankelijkheidsoorlog (1808-1814)
  - Honderd Dagen (1815)